# Barrington Pheloung
Barrington Somers James Pheloung, conosciuto come Barrington Pheloung (Manly, 10 maggio 1954 – 1º agosto 2019), è stato un compositore e direttore d'orchestra australiano.
Ha composto musiche per film, serie televisive e videogiochi, tra cui: Il fantasma innamorato, Ispettore Morse e Broken Sword 5: La maledizione del serpente.

## Filmografia parziale

### Cinema
- Il fantasma innamorato (Truly, Madly, Deeply), regia di Anthony Minghella (1990)
- Twin Dragons (Shang long hui), regia di Ringo Lam e Tsui Hark (1992)
- Nostradamus, regia di Roger Christian (1994)
- The Mangler - La macchina infernale (The Mangler), regia di Tobe Hooper (1995)
- Hilary e Jackie (Hilary and Jackie), regia di Anand Tucker (1998)
- Shopgirl, regia di Anand Tucker (2004)
- And When Did You Last See Your Father?, regia di Anand Tucker (2007)
- Senza apparente motivo (Incendiary), regia di Sharon Maguire (2008)
- My Feral Heart, regia di Jane Gull (2016)

### Televisione
- Ispettore Morse (Inspector Morse) - serie TV (1987-2000)
- Portrait of a Marriage - miniserie TV (1990)
- L'isola del tesoro (The Legends of Treasure Island) - serie TV d'animazione, 13 episodi (1993)
- Dalziel and Pascoe - serie TV, 11 episodi (1996-1998)
- Lewis - serie TV (2006-2015)
- Il giovane ispettore Morse (Endeavour) - serie TV, 15 episodi (2012-2023)

## Videogiochi
- Broken Sword: Il segreto dei Templari (1996)
- Broken Sword II: La profezia dei Maya (1997)
- A sangue freddo (2000)
- Broken Sword 5: La maledizione del serpente (2013-2014)